# 香山滋
香山 滋（、1904年〈明治37年〉7月1日 - 1975年〈昭和50年〉2月7日）は日本の小説家で、探険小説や幻想小説で活躍したほか、映画『ゴジラ』の原作者としても知られる。本名は山田 鉀治（やまだ こうじ）。東京都出身。

## 経歴
東京神楽坂に生まれる。新宿区立牛込仲之小学校（当時は東京市牛込尋常小学校）卒。東京府立第四中学時代に横山又次郎『前世界史』を読んだことをきっかけに、恐竜をはじめとした古生物に魅せられ、独学で地質学や古生物学を学ぶ。法政大学経済学部を中退し、1927年、祖父や父と同じく大蔵省に入省して預金部に勤める。1933年に結婚し、一女をもうける。
1940年、北原白秋門下の歌人・筏井嘉一が創刊した短歌誌「蒼生」に参加し、歌人として文芸活動を開始。斎藤茂吉に傾倒する。短歌の代表作は「月二つ空にかかれり今宵われ酔い痴れしとは思われなくに」。痩身であり、ガンジー、本因坊秀哉と並んで世界三ヤセと言われたこともある。戦後に筏井が立ち上げた短歌誌「定型律」にも参加している。
1946年、雑誌『宝石』の第1回懸賞に応募した「オラン・ペンデクの復讐」が入選。以後同誌などで旺盛に創作活動を開始し、第2作『海鰻荘奇談』で日本探偵作家クラブ賞新人賞受賞。大蔵省勤務の二足の草鞋生活を送るも、徹夜続きの執筆活動で疲弊し、小説家だった城昌幸に相談の上で、1949年5月（1948年6月説あり）に大蔵省を退官し、1年半ほど岩谷書店嘱託となる。ペンネームは、本名の山、鉀、治の字の音をとって、大蔵省を退官したのが「青葉香る五月」だったことから付けた。
山田風太郎、高木彬光、島田一男、香山、大坪砂男の5人で「探偵小説界の戦後派五人男」と呼ばれた。また、1950年、山田風太郎、高木彬光、島田一男らと若手探偵作家の会「鬼クラブ」を結成して、同人誌『鬼』を刊行した。
多くの空想小説、秘境探険小説で珍獣、怪獣を登場させていた。1954年には、香山のファンであった東宝プロデューサーの田中友幸に、『G作品』（ゴジラ）のストーリー作りを任され、400字詰めで40枚ほどの分量になる原案を提供。映画化後に小説版『怪獣ゴジラ』を岩谷書店から刊行する。しかし、『怪獣ゴジラ』はあまり売れず、香山は印税の代わりに本をどっさり貰ったと述懐している。
1963年以降、作品の発表は散発的となった。
1966年には私家版歌集『十年』をまとめ、1997年後に出版された『香山滋全集』の別巻に初収録された。
1975年2月7日午後1時30分に心不全のため、山口病院で死去（享年70）。同年『幻影城』5月号の追悼特集で島田一男は「偉大な大人の童話作家」と評した。

## 人物
- 実家は祖父、父と代々大蔵省の官吏だったが、エリート官僚ではなく一般職員だった[7][9]。
- 大学時代、内田百閒のドイツ語講義を受けた影響により、内田の著作物を収集するコレクターでもあった[7]。
- 『ゴジラ』の特殊技術を務めた円谷英二は、初対面での香山について非常に温厚で好ましい人柄であったと述懐している[16]。

## 作品
冒険家人見十吉（ひとみじゅうきち）を主人公にした秘境探険小説は、1946年『エル・ドラドオ』から1961年『十万弗の魚料理』まで19中短編と、1948-49年『恐怖島』、1951-52年『悪霊島』の2長編がある。
他に怪奇小説、幻想小説、少年向け冒険小説、SF小説などがある。

### 人見十吉シリーズ
- 『エル・ドラドオ』（『ダイヤ』1948年2月号）
- 『美しき獣』（『ホープ』1948年9月号）
- 『恐怖島』東方社、1955年（『Gメン』1948年11・12月,『X』1949年1-11・12月、長編）
- 『海蛇の島』（『ホープ』1948年12月号）
- 『沈黙の復讐』（『講談倶楽部』1949年4月号）
- 『美しき山猫』（『婦人画報』1949年4月-9月）
- 『人魚』（『講談倶楽部』1949年6月号）
- 『緑の蜘蛛魚』（『週刊朝日』1949年7月増刊号）
- 『爬虫邸奇譚』（『小説の泉』1949年11月号）
- 『タヒチの情火』（『新青年』1950年11月号）
- 『心臓花』（『宝石』1950年4月号）
- 『魔林の美女』（『富士』1950年7月号）
- 『不死の女王』（『富士別冊』1950年8月号）
- 『悪霊島』春陽堂書店、1955年（『探偵実話』1951年8月-1952年4月号、長編）
- 『シャト・エル・アラブ』（『宝石』1952年8月号）
- 『有翼人を尋ねて』（『探偵倶楽部』1954年1月号）
- 『熱砂の涯』（『読切小説集』1954年8月号）
- 『沙漠の魔術師』（『キング』1955年2月増刊号）
- 『ソロモンの秘宝』（『読切小説集』1955年8月号）
- 『マンドラカーリカ』（『宝石』1959年10月）
- 『十万弗の魚料理』（『宝石』1961年3月）

### 長編小説
- 『火星への道』（『宝石』1950年6月-1951年4月）スパイ小説
- 『怪異馬霊教』岩谷書店、1948年（書き下ろし、付録に「白蛾」）
- 『ソロモンの桃』（『宝石』1948年9月-1949年5月）
- 『海底牢獄』偕成社、1949年
- 『半爬虫人』（『夕刊北海道新聞』1950年7月30日-9月1日）
- 『Z・9』光文社、1949年（『少年世界』1949年1-7月、後半部書き下ろし）
- 『怪龍島』愛文社、1953年（『探偵少年』1948年6月-）
- 『怪獣ゴジラ』岩谷書店、1954年10月25日[19][注釈 4]
- 『ジャングルと砂漠』大蔵出版、1955年
- 『科学と冒険』大蔵出版、1955年
- 『剥製人間』東方社、1955年
- 『悪霊島』春陽堂書店、1955年（『探偵実話』1951年8月-1952年4月）
- 『魔婦の足音』講談社、1955年
- 『獣人雪男』1955年（『小説サロン』1955年8-10月[注釈 5]）
- 『魔婦の足跡』講談社、1955年（書き下ろし）
- 『悲恋の魔術師』（『小節と読物』1956年1月-5月）
- 『地球喪失』（『宝石』1956年1月-12月）
- 『秘島X13号』東光出版社、1958年
- 『悪魔の教科書』文芸評論新社、1958年
- 『魔境原人』同光出版、1959年
- 『霊魂は訴える』桃源社、1960年（書き下ろし）
- 『臨海亭奇譚』講談社、1960年（書き下ろし）
- 『魔女のいる町』（『時の窓』1960年8月-1961年7月）
- 『ペットショップ・R』（『ミステリー』1962年1-12月）
- 『狂夢の記録』（『ニュース特報』1964年2-7月）
- 『怪物ジオラ』毎日新聞社、1969年（『よみうり少年少女新聞』1957年10月22日-1958年4月2日）

### 短編小説
- 「オラン・ペンデクの復讐」（『宝石』1947年4月）
- 「海鰻荘奇談」（『宝石』1947年5-7月）
- 「蜥蜴の島」（『宝石』1948年1月）
- 「オラン・ペンデク後日譚」（『別冊宝石』1948年1月）
- 「金鶏」（『新探偵小説』1948年6月）
- 「月ぞ悪魔」（『別冊宝石』1949年1月）
- 「情死」（『読物界』1949年1月）
- 「北京原人」（『宝石』1952年4月）
- 「キキモラ」（『宝石』1952年7月）
- 「妖蝶記」（『宝石』1958年1月）
- 「オラン・ペンデク射殺事件」（『宝石』1959年1月）
- 「マグノリア」（『推理界』1968年4月）
- 「ガブラ」（『別冊小説宝石』1971年8月）最後の作品

### 作品集
- 『剥製師Mの秘密』江戸書院、1948年
- 『オラン・ペンデク奇譚』岩谷書店、1948年
- 『木乃伊の恋』岩谷書店、1948年
- 『蜥蜴夫人』扶桑書房、1948年
- 『悪魔の星』ポプラ社、1949年
- 『美しき山猫』春陽文庫 1954年
- 『遊星人M他』春陽堂書店、1956年
- 『女食人族』東西文明社、1956年
- 『秘境の女』 小壷天書房 1958年
- 『妖蝶記』講談社、1959年
- 『魔境原人』同光社 1959年
- 『海鰻荘奇談』桃源社、1969年
- 『月ぞ悪魔』出版芸術社 1993年
- 竹内博編『香山滋全集（全14巻、別巻1）』三一書房 1993年 - 1997年
- 香山滋傑作選『ソロモンの桃』『オラン・ペンデクの復讐』『妖蝶記』 社会思想社（現代教養文庫） 1977年
- 『怪奇探偵小説名作選10 香山滋集 魔境原人』筑摩書房（ちくま文庫） 2003年

### その他
- 映画『地球防衛軍』（1957年） - 潤色[4]

## 受賞歴
- 1948年 - 第1回日本探偵作家クラブ賞新人賞